# Kloster Rengering
Das Kloster Rengering, eigentlich Marienbuch, ist eine ehemalige Zisterzienserinnenabtei im heutigen Milte, wird aber historisch zu Ostbevern in Nordrhein-Westfalen gerechnet. Das Kloster wurde im 13. Jahrhundert gegründet und Anfang des 19. Jahrhunderts infolge der Säkularisation aufgehoben und daraufhin zerstört.

## Geschichte

### Gründung
„Das Zisterzienserinnenkloster Marienbuch in Rengering wurde von Bischof Ludolf von Münster [1226–1247] gegen Ende seiner Amtszeit im östlichen Münsterland nahe an der Grenze zum Bistum Osnabrück gegründet. Den Standort, eine curia der münsterschen Kirche, schenkte der bischöfliche Ministeriale Hermann von Rengering. Die genauen Gründungsumstände sind nicht bekannt, da einige frühe Urkunden verloren sind. Die älteste erhaltene Urkunde für den Konvent ist ein Privileg von Papst Innozenz IV. vom 17. April 1247, mit dem er alle zum Kloster gehörenden Personen, das Kloster selbst sowie alle Länder, Besitzungen und Güter unter seinen Schutz nahm. Da für die Ausstellung der Urkunde sicher ein gewisser Betrag bezahlt werden musste, dürfte der Konvent zu diesem Zeitpunkt bereits einige Jahre bestanden und über einen gewissen Besitz verfügt haben.“

Somit ist das Datum und die genauen Umstände der Gründung unbekannt. Gestiftet wurde es von dem Ritter Hermann von Rengering auf seinem Hof in Rengering als Zisterzienserinnenkloster Marienbuch zu Ehren der Mutter Gottes am Nordufer der Bever. Mitbegründer dürfte der Bischof von Münster, Ludolf von Holte (1226–1247) gewesen sein. Am 17. April 1247 stellte Papst Innozenz IV. für das Kloster einen Schutzbrief aus; das älteste Dokument über den Nachweis der Existenz des Klosters. Der Gründungsname Marienbuch hat sich allerdings nicht durchsetzen können; bekannt wurde das Kloster unter dem Flur- bzw. unter dem Namen des Hofes: Rengering.

#### Rengering und Vinnenberg: die Doppelgründung an der Bever
Die Gründer des Klosters Rengering gründeten nach weniger als zehn Jahren das Kloster Vinnenberg. Das Kloster Vinnenberg und das Kloster Rengering sind rund 4,7 Kilometer über den Beverstrang miteinander verbunden. Der Grund lag an den ungünstigen Bedingungen, die das Kloster Rengering den ersten zehn Jahren seiner Gründung vorgefunden hatte: Während die zwei Brüder des Stifters, Bernhard und Johann von Vinnenberg, mit der Stiftung einverstanden waren, suchten zwei andere Verwandte, Hermann und Albero, die junge Stiftung 1252 durch Raub und Brand heim, söhnten sich aber 1253 gegen die Entschädigung von fünf Mark Silbers mit dem Kloster aus. Es wird davon ausgegangen, dass diese frühe Auseinandersetzung die Gründung des Klosters Vinnenberg initiiert oder zumindest befördert hat. Es besteht die Möglichkeit, dass mit der Gründung des Klosters Vinnenberg 1256 das Kloster Rengering aufgegeben werden sollte. Doch 1257 forderte Papst Alexander IV. das Generalkapitel der Zisterzienser auf, das Kloster Rengering auch formal in den Orden aufzunehmen. Diese eventuelle Erbauseinandersetzung zwischen den beiden Brüdern wurde auch in der Gründungslegende von Vinnenberg verarbeitet.

### Aufbau, Reformation Glaubensauseinandersetzung und Krieg
Das Kloster hatte für seine Rechtsgeschäfte einen Propst oder Provisor – der erste war Bruno –, die zumeist vom Kloster Marienfeld gestellt wurden. Anfangs lebte man in großer Armut und besaß auch später trotz mancher Schenkungen vom 13. bis 15. Jahrhundert kaum Grundbesitz. Am 1. August 1340 bestimmte eine gewisse Gertrund, Witwe von Hermannus von Bevern, dass der Hof Rottwinkel, der dem Haus Bevern abgabepflichtig war, zur Erfüllung des Jahresgedächtnisses ihres verstorbenen Gemahls dem Kloster zwei Malter Weizen zu entrichten habe. Im Laufe der Jahrhunderte traten zahlreiche Töchter aus Ritter- und Patrizierfamilien in die Abtei ein und lebten von ihrer Handarbeit. Ein Zeitgenosse beschreibt das Klosterleben:

„[…] die frommen Klosterfrauen […] sich einzig und allein, wie es der Klosterberuf fordert, dem Dienste Gottes und den Werken der Nächstenliebe, unablässig nach eigener Vollkommenheit strebend […]“

Im 15. Jahrhundert hielt Rengering, wie andere Klöster auch, keine Klausur mehr. Am 14. Juli 1422 wurde das Kloster
„vorbrandt dorch einen rentemeister, de se [die Schwestern] reformeren solde von des bischopes wegen. Doch so en folgede dar nichts na, se bleven nha als vor. Nochtans lange darna worden se besloten [d. h. Erhielten wieder Klausur] a. D. 1480“

Das Kloster bildete in den Jahrhunderten seines Bestehens den kulturellen Mittelpunkt der Region. So schritt die Äbtissin von Rengering im Dreißigjährigen Krieg mit ihrer Amtsgewalt ein, als der Feudalherr Schenking von Bevern seine Rechte gegenüber den Leibeigenen deutlich überzog, und führte mutig Klage gegen den Burgherrn im Namen der Rechtlosen. Aus Akten des Staatsarchives in Münster geht hervor, dass das Kloster in Person seines Propstes, Pater Gerhard de Wendt, Rechtshändel schlichtete. 

„Prothocoll warein deß Closters Rengerinck und dessen eigenhrigen streitige sachen ./. es sey an holtzhawen, hutdrift, Plaggenmät, storffstich, zugefügten schaden und abbawung des landes oder dergleichen ./. verträge und vergleichen annotiert und verzeichenet“

Bei der Klostervisitation der Äbte von Hardehausen und von Marienfeld am 10. Oktober 1670 wurde festgehalten, dass die Äbtissin streng auf das Tragen des zisterziensischen Habits (weiße Tunika mit schwarzem Skapulier und weiße Kukulle) zu achten habe, wie schon 1602 und 1650 angeordnet worden sei. Im Dreißigjährigen Krieg erlitten Kirche und Kloster schwere Brandschäden; 1636 wurde Rengering viermal geplündert. Bei der Visitation von 1698 zählte das Kloster außer der Äbtissin elf Chor- und vier Laienschwestern.

### Bis zum Reichsdeputationshauptschluss
Das Kloster war bekannt wegen seines Hospitals. Auch die Äbte von Klosters Marienfeld wurden hier behandelt. So verstarb dort am 15. September 1784 der Abt Wilhelmus Crone wie auch sein Nachfolger am 19. Juli 1795 Stephanus Pöttken, der in der Klosterkirche begraben wurde. Die Güter des Klosters lagen hauptsächlich in den Kirchspielen Ostbevern und Milte. Zeitweise hatte das Kloster auch Besitztümer bei Enniger und Laer.
Kloster Rengering am 7. Dezember 1802:
| Leitung                              | Chorfrauen | Beischwestern                                                              | Geistlicher                                         | Sonstige                                                                    |
| ------------------------------------ | --- | -------------------------------------------------------------------------- | --------------------------------------------------- | --------------------------------------------------------------------------- |
| - Äbtissin: Maria Anna von Grevingen | - Seniorin: Maria Sophia von Stürman - Kellermeisterin: Maria Dorothea von Keynach - Sakristanin: Maria Agnes von Thyssen - weitere: Maria Sophia von Nyermann Maria Rosalia von Höwel Maria Francisca von Bock Maria Isabella von Lohausen | Catharina Bussmann Margaretha Espelhage Gertrud Fridhoff Elisabeth Weehage | - Propst, Verwalter und Beichtvater: Robert Pöttken | - Messdiener: Ernst Wesselman - Organist: Joseph Meineke - Gärtner: Zumdyck |
Ferner: Vierzehn Mägde, vier Knechte, vier Kranke, zwei Müller und jeweils ein Schweinehirt, Kuhhirt, Schäfer, Kutscher und Nachtwächter, also insgesamt 16 Personen zum Umfeld des Klosters gehörten; demnach ein kleines Kloster. Durch Unterstützung des Klosters konnte in Ostbevern ein Frauenarmenhaus unterhalten werden, wodurch das Kloster auch das Recht auf eine Belegstelle dort besaß.

### Das Ende des Klosters von 1803–1813

#### Säkularisation unter preußischer Herrschaft
Im Rahmen des Reichsdeputationshauptschlusses gelangte das Hochstift Münster 1803 in den Besitz Preußens, die schon 1802 das Land militärisch besetzt hatten. Die neue Landesregierung sicherte vorerst den Erhalt der Klöster zu. Der zur Säkularisation beauftragte Oberamtmann von Benghem hält gewissenhaft fest:

„[…] Man lässt es nicht beim Beten, Singen u. Chor halten, secundum regulam Sancti Benedicti, bewenden, sondern widmet sich auch der edlen Beschäftigung des Unterrichts für die weibliche Jugend, ohne Unterschied der Religion, und der Pflege kränklicher und gebrechlicher Personen, […] [auch] hat man sich mit der Aufklärung der Landjugend beschäftigt, der von dem Kloster Organisten Unterricht im Lesen, Schreiben und Rechnen gegeben wird. […]“

Am 4. Juli 1803 verfügte der König Friedrich Wilhelm III. einen Erlass, nachdem das Kloster fortbestehen sollte, wenn es folgende Bedingungen erfülle:
- „[…] muß das Convent versprechen, sich allen bisher entrichteten und künftighin für nötig befundenen Abgaben, Steuern, Praestationen und Accisen gleich die übrigen Unterhaltungen zu unterwerfen und an die … Staatcasse abzuführen.“
- „[…] erlegt dasselbe eine Vermögenssteuer von [jährlich] 150 Rthlr, das Geld ist an die Organisations-Casse abzuführen“
- „[…] müssen die Freuleins die Arbeiten, welche sie oder ihre Lohndiener nicht verrichten können, […] durch Handwerker […] der Stadt oder der Provinz verfertigen lassen.“ (Untersagt wurde, gemäß dem Merkantilismus, die Vergabe von Arbeiten an das Ausland von Preußen)
- „[…] dürfen […] ohne landesherliche Zustimmung und Approbation keine Novitzen aufgenommen werden.“
- „[…] damit der […] Wohlstand des Convents [gesichert wird], […] wollen Sr. Königlichen Majestät […] den Probst Pöttken zum Administrator des Klosters angesetzt wissen, und erst nach Abgang dieses guten Haushälters die Annahme eins weltlichen Verwalters zur Pflicht machen.“
- „[…] behalten sich den Königs Majestät vor, in den bisherigen für Mädchen der gebildeten Classe und dem Mittelstande [vorgesehenen] […] Erziehungsanstalten des Klosters zweckmäßigere Einrichtungen in der Zukunft zu treffen, und zugleich ein Institut für Erzieherinnen der weiblichen Jugend nach und nach darin zu bilden.“
- „erwartet man [außer] der […] Aufnahme hilfsbedürftiger, elender Menschen, daß […] das Convent den gegenwärtigen Geistlichen, im Fall er den Gottesdienst und die Administration nicht mehr versehen kann, als Pensionist aufnehmen werde.“

Den Ausführungen des Oberamtmanns Benghems ist zu entnehmen, dass sämtliche „Fräuleins mit dankbarsten Herzen zur Annahme dieser Bedingungen erklärten, und gelobten, in allen Punkten den gegebenen Vorschriften eingedenk zu sein […] auch der Probst Pöttken sich vernehmen ließ, […] wie er ganz gerne die Administration des Klosters wahrnehmen wolle, so lange der Himmel ihm Kräfte dazu verleihe. Doch die Zeit lief für das Kloster Rengerning ab; die Bedingungen lassen erkennen, dass die Zusage des Erhalts nicht unumstößlich ist, sondern dass man in Berlin noch nicht recht weiß, was man mit dem Kloster, welches einen einfach zugefallen ist, zu machen gedenkt. Die Institution ist gut geführt, die Schule hat einen exzellenten Ruf. So denkt man an eine Weiterführung als Institut für Erzieherinnen jetzt schon nach.“ Faktisch war das Kloster zum Aussterben verurteilt, denn die an „landesherrliche Zustimmung und Approbation“ gebundene Aufnahme neuer Novizinnen wurde bereits am 12. Oktober 1805 verweigert, als die Äbtissin von Grevingen den preußischen König um die Aufnahme von einer oder zwei Novizinnen bat. Hinzu kamen die drückenden Abgaben und Steuern.

#### Mediatisierung unter dem Großherzogtum Berg
Im Zuge der napoleonischen Eroberungen wurde das Gebiet im Januar 1808 nach der Niederlage Preußens bei Jena und Auerstedt unter französische Verwaltung gestellt. Unmittelbar im Osten wurde mit dem Departement der Weser das neu geschaffene Königreich Westphalen unter dem Bruder Napoleons errichtet. An seiner westlichen Grenze wurde Rengering und Vinnenberg dem Département Ems im Großherzogtum Berg zugeschlagen. Rengering lag somit in der äußersten Ecke des neu geschaffenen Großherzogtums. Die neuen Machthaber begannen sofort mit der Auflösung der beiden Konvente. Hierfür waren die gleichen Amtsträger zuständig: In einem Brief vom 28. Oktober 1808 schrieb sie an das Administrationskollegium in Münster:

„[…] Übrigens waren in diesem und dem vorigen Jahr die Zeitumstände so drückend und die ausgeschriebenen Steuern so häufig und groß, daß sie aus den geringen Einkünften der Abtey unmöglich bestritten werden könnten, und […] die Aufnahme einer Kapitalschuld unumgänglich nothwendig wurde […] Die Abtei hat allein im Jahr 1807 an Kriegslasten und Steuern die Summe von 374 Rthlr, 23 Gr. 9 Pf baar entrichteten und neben dem noch an Hafer, Heu und Stroh noch für mehr als 150 Rthlr liefern müssen; dies übersteigt die Kräfte des Gotteshauses.“

Hinzu kam noch ein Geldbetrag von 1198 Reichstalern, die das Kloster dem Pfarrer von Ostbevern, Vahlkamp zurückerstatten musste. Man hatte sich das Geld 1770 geliehen, um über die Kriegskontributionen des Siebenjährigen Krieges hinwegzukommen. Am 12. November 1808 verfügte der Minister des Großherzogtums Berg, wahrscheinlich Jacques Claude Beugnot, die Inventarisation des Silberwerks, der Sakristeigeräte, der Bibliothek mit den Büchern, Manuskripten, Medaillen, Gemälden usw. Damit war praktisch die Eigenständigkeit des Klosters aufgehoben. Der Grundbesitz des Klosters umfasste bei der Bestandsaufnahme am 15. Dezember 1808 rund 300 Morgen Gärten, Äcker, Wiesen und Wald; die Schulden betrugen infolge der Beitreibungen im Siebenjährigen Krieg rund 4431 Reichstaler. Am 19. Dezember 1809 schickte der neu in Ostbevern zugezogenen Friedrich Clemens Freiherr von Elverfeldt genannt Beverförde zu Werries, seinem Vorgesetzten dem Interimspräfekten Karl Josef von Mylius nach Münster eine Auflistung aller Individuen des Klosters. Am 31. Dezember 1809 um 10 Uhr (14 Stunden vor dem Ende) starb der Beichtvater und Verwalter Propst Robert Pöttken an Wassersucht mit 61 Jahren und wurde als letzter auf dem Klosterfriedhof Rengering bestattet.

„Das Kloster Rengering galt bei den Behörden als ein sehr gut geführtes geistiges Haus. Das war bei vielen anderen Klöstern überhaupt nicht der Fall. Negativ wurde der Ruf des großen Cisterzienserklosters Marienfeld von den staatlichen Behörden 1803 bei der Auflösung eingestuft. Dagegen besaß das keine Frauenkloster an der Bever im Vergleich mit den vielen anderen Klöstern im Münsterland einen wirklich guten Ruf. Das war vornehmlich das Verdienst von Pater Robert Pöttken, der mit Zustimmung der Regierung der Verwaltung und Buchführung praktisch bis zu seinem Tode und dem Ende des Klosters verantwortlich vorstand.“

#### Enteignung unter Département Ems
Durch die Schaffung des Département Ems wurde deutlich, dass dieses Gebiet durch Frankreich nicht kurzfristig okkupiert, sondern langfristig inkorporiert werden sollte. Am 1. Januar 1810 zählte das Kloster auf dem Papier als staatliches Eigentum. Am 6. Januar 1810 waren außer der Äbtissin Marianne von Grevingen noch fünf Chor- und vier Laienschwestern auf Rengering, womit es nur ein wenig kleiner war, als das Kloster Vinnenberg. Am 9. Januar 1810 wurde im Kloster nach einer letztmaligen Zusammenkunft, die gemeinsame Tafel aufgehoben, d. h. von diesem Zeitpunkt hatte jeder für sich selbst zu sorgen. Die Nonnen, sofern sie adeliger Herkunft waren, reisten vermutlich in den Folgetagen zu ihren Familien. Einigen Laienschwestern, die nicht wussten, wo sie eine Unterkunft finden konnten, wurde das vorläufige Bleiben am Ort gestattet. Sie wurden später in Familien in Ostbevern aufgenommen.

#### Inbesitznahme, Verteilung und Aufhebung
Am 17. Januar 1810 wurden viel Gegenstände öffentlich in einer Auktion versteigert. Das Verkaufsprotokoll stuft die meisten als wertlos ein; die erzielten Erlöse waren dementsprechend gering. Der Zeitgeschmack hatte sich geändert und man betrachtete Kunstwerke aus dem Mittelalter als etwas Überholtes an. Gleiches geschah etwa sieben Jahre später mit dem Warendorfer Altar. Interessanterweise weist das Protokoll den Verkauf eines Bildes des Klosters für 20 Groschen an einen Käufer mit Namen Preckel aus Warendorf auf. Am 1. März 1810 bat der Interimspräfekt Karl Josef von Mylius, Friedrich Clemens Freiherr von Elverfeldt genannt Beverförde zu Werries möge ihm über 40 wertvolle Devotionalien des Klosters zuschicken; was dieser dem Empfangsschreiben zufolge auch tat. Am 31. August 1810 übersandte Beverförde-Werries eine Auflistung weiterer sakraler Gegenstände des Klosters. Dazu zählten ein großer und zwei kleinere Altäre, ein Predigtstuhl, eine Communikantenbank, 16 Bänke in der Kirche, ein Beichtstuhl, eine Orgel mit Zubehör, eine große und eine kleine Glocke mit Seilen, eine Uhr, „zwey Chrostelle mit achten Pulten“ sowie ein Schrank in der Sakristei. Am 14. September 1810 antwortete dieser aus Münster, an Beverförde-Werries:

„[…] ersuche ich Sie nach Rücksprache mit dem Rentmeister Reinharz die erforderlichen Vorkehrungen zu treffen, daß die Effecten unter sicherer Aufsicht aufbewahrt werden […] [und dieselben] nicht zum Gebrach der in der Nachbarschaft wohnenden Eingesessenen verschenkt werden […]“

Aus dem Verkauf der letzten Ernte und den Pachtgeldern erzielte man 1810 noch einen Überschuss. Am 1. Dezember 1810 wurden die übrigen Silbersachen zum Einschmelzen nach Düsseldorf, der Hauptstadt des Großherzogtums Berg, überführt. An diesem Tag erfolgte auch die offizielle Aufhebung. Aus ungeklärten Gründen sind von den kirchlichen Geräten eine Monstranz und ein Silberkreuz zur Pfarrkirche St. Ambrosius nach Ostbevern gekommen.

#### Abbruch und Aneignung im Kanton Ostbevern
Einige Klostergebäude wurden bald nach der Aufhebung abgebrochen. Durch die 1811 von Napoleon erzwungene Abtretung aller Gebiete des Großherzogtums Berg nördlich einer Linie von Haltern nach Sassenberg wurde das Département Ems neu strukturiert. Die dem Großherzogtum Berg verbleibenden südlichen Teile des Departements wurden zum 1. Januar 1812 dem Département Ruhr angegliedert. Die nördlichen Teile werden dem Kaiserreich Frankreich als Département de l’Ems-Supérieur einverleibt. Nachdem die Konvention von Tauroggen die Befreiungskriege eingeleitet hatte, schreibt der inzwischen zum Mairie aufgestiegene von Beverförde-Werries, der Verantwortliche für das Kanton Ostbevern, am 30. Januar 1813 einen Brief an seinem neuen Präfekten Karl von Keverberg nach Osnabrück:

„Auf dem Kloster Rengering sind noch 2 Gebäude vorhanden, […] 1. die Wohnung der Nonnen oder das eigentliche Klostergebäude, 2. die Kirche. Beyde stehen leer, weil nachdem das Kloster aufgehoben, die Nonnen weggezogen und der Gottesdienst einging. – Zum Wächter dieser Gebäude ist dem vormaligen Administrator Reinharz […] ein gewisser Caspar Gronhorst angestellt, welcher dafür umsonst in der Kirche wohnt. Dieser Mann zeigt mir aber an, daß sie nicht nur durch den Zahn der Zeit […] täglich mehr verfallen, sondern auch durch böse Menschen, seiner Aufsicht ungeachtet, unglaublich ruiniert […] werden. So z. B. sagte er, würden Thüren, Fenster und Dielen gestohlen und anderes außerdem muthwilliger Weiße verdorben. Als ich ihn aufforderte mir einige Thäter nahmhaft zu machen, erwiderte er, daß fast sämtliche dortigen Pächter dabei impliciert wären, daß er aber keine Zeugen habe, und sie deshalb nicht nennen dürfe, zumal sie ihn wahrscheinlich mit Todschlagen bedrohet hatten. Da die Kloster-Beäude in Ihrem Maire-Bezirk liegen, so muß ich Sie […] bitten durch ein zu verlesendes Publicandum die [Gebäude] von ferneren Verwüstungen [zu bewahren]“

In dem ersten Jahrzehnt nach der Aufhebung herrschte über Verhältnisse, sowohl in politischer und daraus resultierend in eigentumsrechtlicher Weise große Unklarheit. Diese Übergangszeit mit seinen Kriegen und Wirrungen und Not wurde der restlichen Klosterbesitzung von Rengering zum Verhängnis. Erst mit dem Wiener Kongress (1815) konnten die Voraussetzungen für geordnete Verhältnisse in Westfalen geschaffen werden. Auch muss bedacht werden, dass die staatliche Obrigkeit, die sich an dem Klostervermögen zur Finanzierung des Fünften Koalitionskrieges schadlos hielt, ein entsprechendes Nachahmungsbestreben in der Bevölkerung ausgelöst hat. Dies macht die bigotte Haltung deutlich, wenn Friedrich Clemens von Beverförde zu Werries den „Diebstahl“ von Dielenbrettern an einem Ort beklagt, wo er drei Jahre zuvor alle Devotionalien aus Edelmetall zur eigenen Vorteilnahme hatte konfiszieren lassen.

„Die Franzosen setzten auf den Freiherrn von Beverförde-Werries, der erst kürzlich das bankrotte Besitztum Loburg gekauft hatte. Als Maire oder Bürgermeister von Frankreichs Gnaden führte der junge Baron die Anordnungen der französischen Regierung aus.“

Im Sommer 1815 verstarb Caspar Gronhorst. So gab es überhaupt keinen mehr, der dem wilden Abbrechen Einhalt gebot. Von da ab ging es unkontrolliert weiter, denn letztendlich waren die Steine als Baumaterial wertvoll. Beim Abbruch alter Gebäude im Umkreis von Rengering kann man bis zum heutigen Tag behauene Sandsteine aus Fundamenteinlagen aus dem Boden holen. So wurde das Kloster Rengering nach über einem halben Jahrtausend segensreichen Wirkens unter dem Zeichen der Aufklärung und des Fortschritts in zehn wechselvollen Jahren von allen Beteiligten aus Gewinnsucht regelrecht auseinandergerissen und zerstückelt, gleichwohl es für die Armenfürsorge, der Krankenversorgung, der Schulbildung und der Seelsorge in Ostbevern keinen adäquaten Ersatz gab, ganz zu Schweigen vom Verlust der Bibliothek, des Archivmaterials, der Kunst- und Kulturgüter. Der Grundbesitz wurde in der Folge durch Preußen in drei Komplexen veräußert. Daraus haben sich heute zwei Höfe gebildet von jeweils 140 Morgen, aus Brau- und Bauhaus wurden Wohnhäuser. Damit war, anders als beim Kloster Vinnenberg, ein Wiederaufblühen des monastischen Lebens verunmöglicht.

## Beschreibung

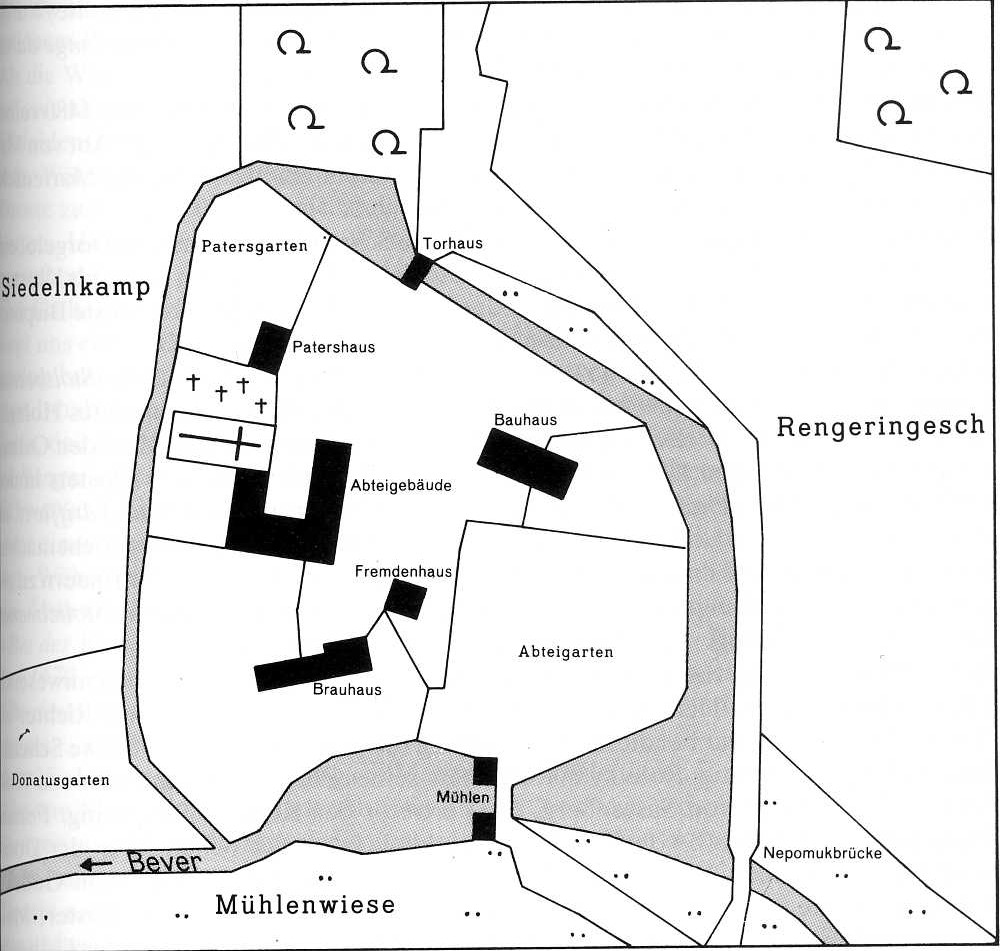
Lageplan des Klosters um 1802 (nach A. Twiehaus)

Die ausgedehnten Gräben und Teichanlagen sind heute verschwunden; die Umflut der Bever ist aber noch als versumpfter Graben zu erkennen. Aus dem ehemaligen Mühlenkolk ist ein Teich geworden. Erhalten blieb auch die Klosterbrücke mit der Nepomukstatue. Der Donatusgarten, wahrscheinlich ein Obst- und Gemüsegarten, ist heute Ackerland. Die Donatusstatue steht heute in Ostbevern. Aus dem jetzigen Befund mit überlieferten Nachrichten hat A. Twiehaus einen Lageplan rekonstruiert: Von der Kirche weiß man lediglich, dass sie ein Pfannendach und einen schindelgedeckten Turm hatte, wahrscheinlich einen Dachreiter wie es für ein Zisterzienserinnenkloster üblich war. Dieser schloss sich ein zweigeschossiges „Fräuleinhaus“ an, in dem die Chorfrauen mit den Laienschwestern lebten. Durch einen anstoßenden Flügel war dieser mit dem zweiflügeligen Abteigebäude verbunden, dem Sitz der Äbtissin von Rengering. An der Nordseite der Kirche hat sich der Friedhof befunden haben. Das massive Paterhaus war das Domizil des Geistlichen von Rengering. In dem Fremdenhaus aus Fachwerk wurden Gäste, Kranke und Gebrechliche aufgenommen und gepflegt. Ferner war ein Torhaus mit einem Wagenhaus aus Fachwerk, ein Brauhaus und ein Bauhaus – beide aus Fachwerk – vorhanden. Aus diesen beiden Gebäuden wurden nach der Säkularisation die Wohnhäuser der beiden „Klösterhöfe“. Im Nordosten schließt sich der 48 Hektar große Staatswald Rengering an.

## Überbleibsel

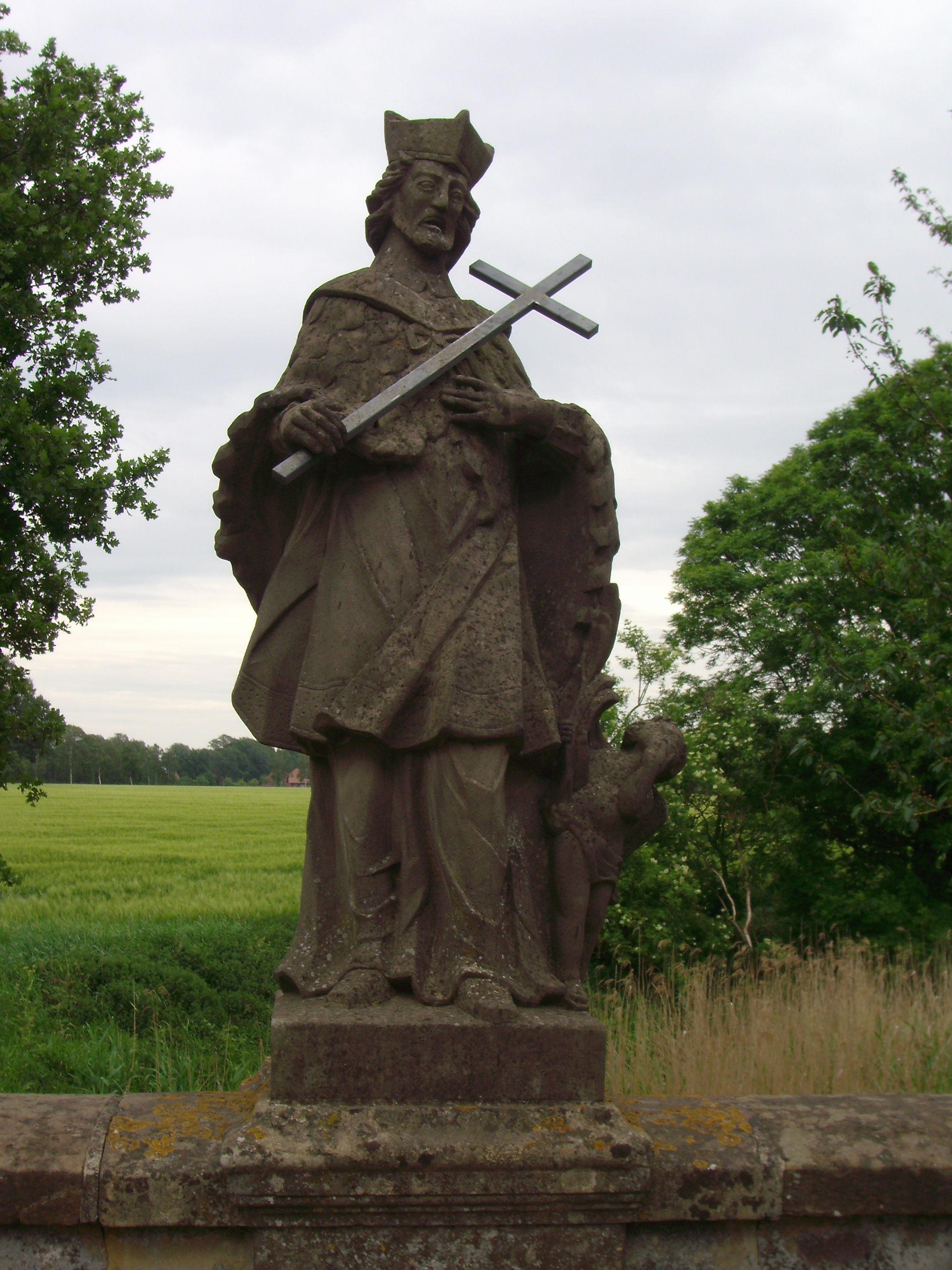
Nepomukstatue
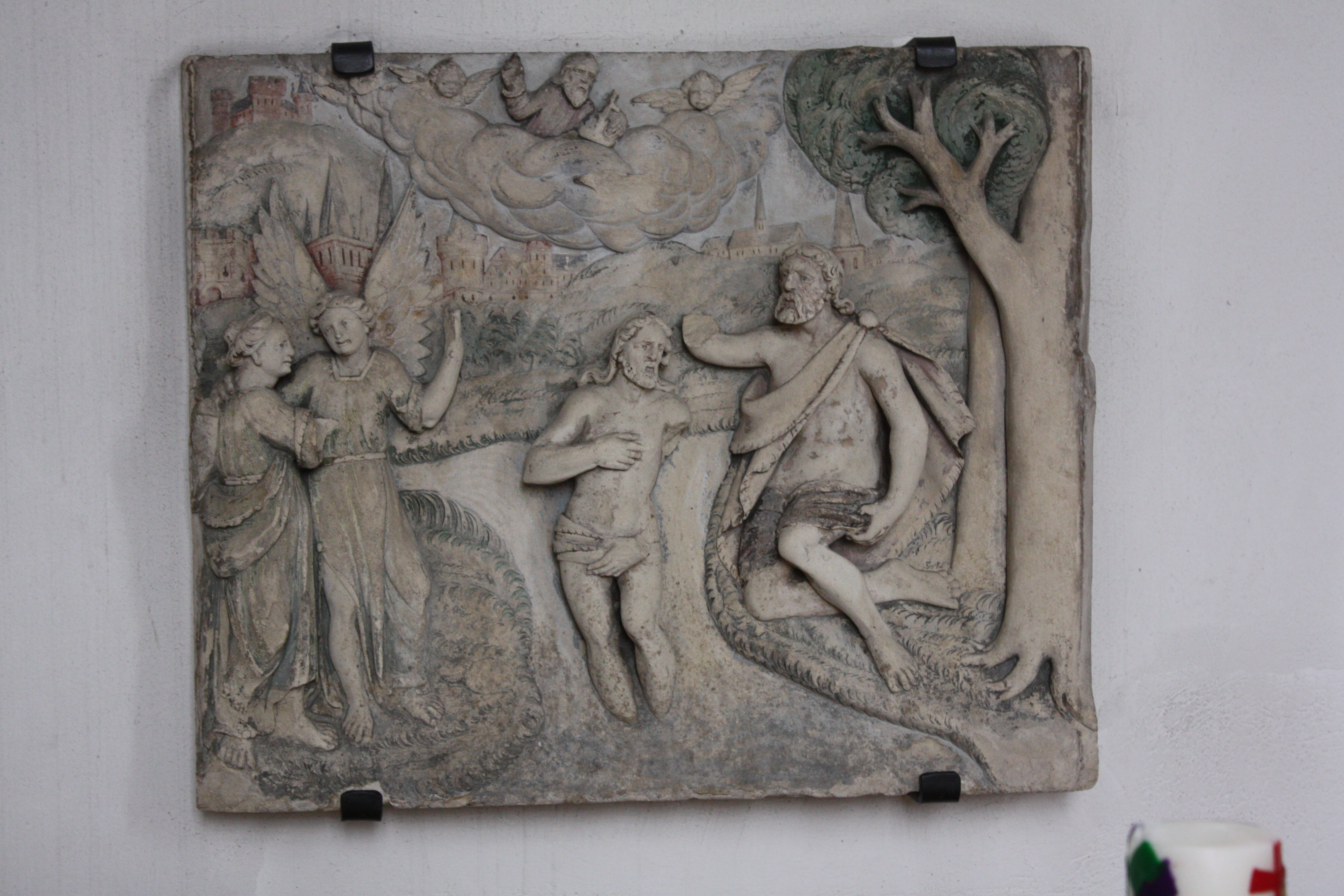
Taufe Jesu
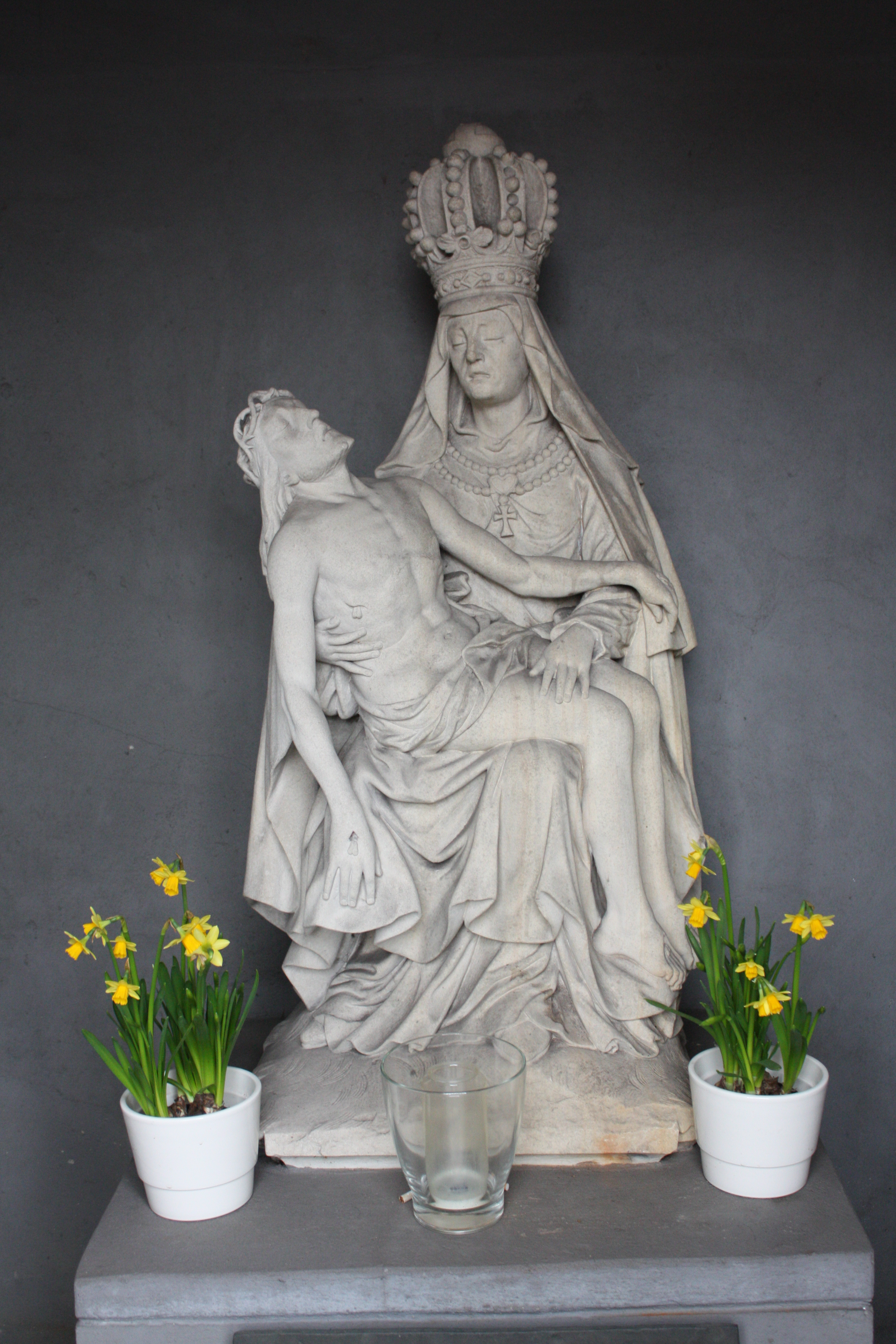
Pietà
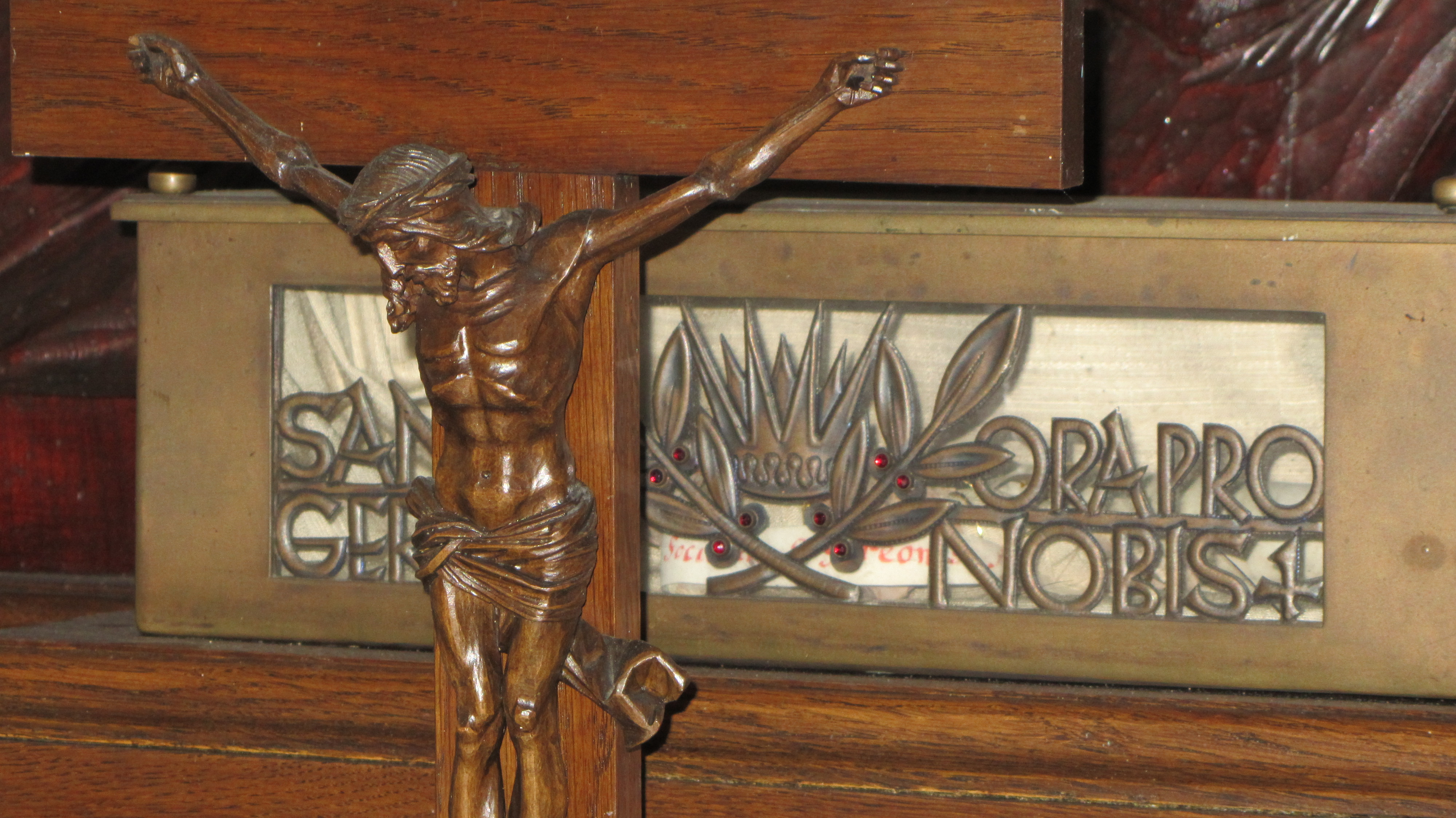
Gereonsrequilar

- Die Statue des hl. Nepomuk befindet sich immer noch auf dem Brückengeländer des Mühlbaches, der von der Bever abgezweigt wurde, um die Mühle zu betreiben.
- Die Taufe Jesu ist ein Halbrelief mit der Größe von 80 × 80 cm. Am Kopf Johannes’ des Täufers sieht man eine Abbildung des Klosters. Nach dem Abbruch des Klosters kam es in Besitz der Familie Schmalbrock-Loddenkötter in Ostbevern. Dann erwarb es Eduard Silge, der es Anfang der 1880er Jahre der Pfarrgemeinde überließ. Am Kopf des Täufers soll sich eine Darstellung der Abtei von Rennering befinden.[31]
- Eine Madonna mit dem Kind über die Familie Joseph Glüns über Anna Maria Burlage schließlich in der Familie Siemann in Ostbevern erhalten[32]
- Eine Glocke von 36 cm Höhe ist auf den Schultenhof in Ostbevern erhalten.[33]
- Eine Statue des hl. Donatus, die nach einer Überlieferung einem „Donatusgarten“ im Kloster entstammt, wurde auf dem Hof Schwegmann in einer Kapelle aufgestellt.[34]
- Reste einer Kommunionbank, ein Expositorium aus dem Kloster sowie ein Altarstein sind im Pfarrarchiv von St. Ambrosius in Ostbevern erhalten. Die Pfarrei ist auch im Besitz einiger alter Messgewänder des Klosters. An der Wand hinter dem Taufbrunnen findet sich noch ein steinernes Relief der Taufe Jesu, welches einmal im Kloster hing; ferner einer Monstranz und einem Vortragekreuz.[35]
- Ein Reliquiar des Hl. Gereon ist heute in der Gereonkapelle von Schulze-Althoff südöstlich von Ostbevern.
- Eine Steinplatte mit einer Kreuzigungsszene (um 1500) findet sich in einem Bildstock auf einem Hof in Milte.
- Die Pietà aus der Kapelle zur schmerzhaften Mutter befindet sich in Ostbevern.
- Im LWL-Museum für Kunst und Kultur befindet sich ein großes Altarrelief mit der Beweinung Christi aus Lindenholz in der Größe 167 cm hoch und 150 cm breit.
- Viele Bild- und Standbildwerke in und um Ostbevern.
- Die Sieben-Schmerzen-Madonna stammt wahrscheinlich nicht ursprünglich aus dem Kloster, obwohl es im Rengering in unmittelbarer Nähe steht.